# NGC 2389
NGC 2389 je galaksija u zviježđu Blizancima.

## Vanjske poveznice
- SEDS: NGC 2389